# Unione Corse
La llamada Unione Corse es una sociedad secreta y organización criminal operando principalmente fuera de Córcega y Marsella en Francia.[cita requerida] Junto con las mafias  ítalo-estadounidense y mafia siciliana, la Unione Corse fueron los principales organizadores de la conexión francesa, el monopolio de la década de 1950 a la década de 1970 que controlaba el tráfico de heroína entre Francia y los Estados Unidos de América.

## Símbolo
El símbolo de Unione Corse es el mismo que el símbolo de Córcega, el Maure, o "cabeza de moro", una representación de una cabeza humana negra con un trapo atada alrededor de la frente, en un campo blanco. un miembro de esta sociedad, puede usarlo como un colgante o un reloj de pulsera.: 2 

## Participación en el comercio de heroína, siglo XX
El Unione Corse comenzó a involucrarse en el tráfico de drogas en Sudeste de Asia en la década de 1930 y en la de 1940 estuvo muy involucrado; en 1954 después de la retirada francesa de Indochina, los mafiosos corsos transportaban drogas desde Laos hasta Vietnam del Sur en avión. Las operaciones se conocen colectivamente como "Air Opium". Entre los años 1930 y 1970, contrabandearon heroína refinada en Marsella a Nueva York, el aspecto más famoso de la implicación de la Unione Corse en el tráfico de heroína fue lo que se conoció como French Connection. En última instancia, la cooperación internacional entre los organismos encargados de hacer cumplir la ley desmanteló la operación.

## Relación con el gobierno francés
El Unione Corse ha disfrutado de cierto grado de influencia dentro del gobierno francés y la aplicación de la ley.
Durante la Segunda Guerra Mundial, la organización pacificó e inutilizó a varios simpatizantes alemanes prominentes en Marsella en nombre de la Resistencia francesa
En 1948, la Unione Corse se alistó para actuar como esquiroles en Marsella; la sociedad brindó asistencia en forma de estibadores para descargar buques y persuadir a los sindicatos para que regresen al trabajo.
Se cree [¿quién?] que esta estrecha relación de beneficio mutuo ha llevado al Gobierno de Francia a minimizar la importancia de la aplicación de la ley en relación con este grupo con corrupción política, delitos de cuello blanco, evasión de impuestos  y control de clubes de fútbol, casino, administración de clubes nocturnos de hoteles que se encuentran en el lado de "negocios" del espectro de las actividades delictivas. 

### Actividades criminales
Se han sugerido numerosas formas de crimen organizado, aparte del tráfico de drogas y lavado de dinero, la extorsión, la prostitución, el robo y el Sicariato.

## Ejemplo Característico
Típico del secretismo de Unione Corse sería el caso de un hombre conocido sólo como Antoine Rinieri. El 12 de junio de 1962, Rinieri, quien se identificó como un corredor de arte, llegó a la Nueva York por vía aérea desde París, Francia, con 247.000 dólares en divisas, aparentemente para comprar un objeto de arte de un estadounidense identificado como "Sr. Anderson".. Llegó a un club para completar la compra, pero el vendedor no se presentó; Rinieri decidió visitar a un amigo, Gennett, en Asheville, Carolina del Norte, antes de partir hacia Europa. Durante su visita, el dinero se almacenó en una caja de seguridad compartida en Wachovia Bank en Asheville, según la recomendación de dicho Gennett. El 18 de junio, Rinieri dejó Gennett, voló a Chicago y allí abordó un avión que debía volar a Zúrich vía Montreal. El vuelo fue desviado a Nueva York, donde Rinieri fue arrestado e interrogado.
Al concluir, Rinieri recibió un aviso de comparecencia ante un juez federal. Se negó a identificar al estadounidense del que pensaba comprar arte y se negó a identificar a un conocido suizo en posesión temporal del dinero antes de la entrada de Rinieri en los EE. UU., Sobre la base de un "código de ética [comercial]" y un deseo de no violar" las relaciones confidenciales ". Rinieri se negó a confiar en la Quinta Enmienda de los Estados Unidos.
La fiscalía alegó que "agentes no identificados de la Oficina Federal de Narcóticos creen que estos fondos representan las ganancias de la venta de narcóticos en los Estados Unidos por" Rinieri ". Fue condenado a prisión por un período de seis meses por desacato al tribunal, después de lo cual fue trasladado de regreso a Francia. Durante este tiempo, no se estableció ni podría establecerse ningún vínculo entre su dinero y el tráfico indocumentado de estupefacientes; el dinero se devolvió con intereses.

## Miembros notables
Al igual que la mafia, la Unione Corse también se divide en familias separadas del crimen. Se dice que Unione Corse es mucho más reservada y estrecha que la mafia, y las fuerzas del orden han encontrado difícil extraer información de los miembros, que siguen un código de silencio similar al Omertà siciliano. Los lazos familiares crean vínculos entre los miembros, que no solo son más fuertes sino que permiten la protección contra personas externas que intentan infiltrarse o recopilar información sobre cualquiera de los miembros. 
A principios de la década de 1970, había alrededor de 15 clanes operando en Francia, el más notorio fue el Francisci, incluyendo a Marcel Francisci, los hermanos Guerini, incluyendo a Antoine Guérini, los Orsini y los Venturi, incluido Dominique Venturi, aparte de Paul Carbone, Lucien Conein, Lucien Sarti y Paul Mondoloni.

## La Mafia Corsa hoy
Córcega tiene una tradición de bandolerismo y crimen similar a Mezzogiorno Italiano. Consisten en una multitud de grupos criminales que constan de unos pocos miembros a unas pocas docenas de miembros. 25 se enumeran según un informe de 2022. Sus lazos con los círculos políticos y económicos son importantes, al igual que su control sobre el territorio con el racket.
El uso de la violencia es frecuente, Córcega es la región de Europa con la tasa de homicidios por habitante más alta.